# Ida Odinga
Ida Betty Odinga (tên khai sinh Ida Anyango Oyoo, sinh ngày 24 tháng 8 năm 1950) là một nữ doanh nhân, nhà hoạt động và giáo dục người Kenya. Bà là vợ của Raila Odinga, cựu Thủ tướng Kenya.
Odinga tốt nghiệp Cử nhân Nghệ thuật tại Đại học Nairobi năm 1974 khi bà 24 tuổi. Bà đã làm giáo viên hơn hai mươi năm sau khi tốt nghiệp. Bà kết hôn với Raila Odinga. Hai người có bốn đứa con.
Raila Odinga đã bị cầm tù năm 1982 như một tù nhân chính trị của chính phủ của Tổng thống Daniel arap Moi. Ida Odinga chủ yếu nuôi dạy con cái mình trong những năm đó khi đang làm giáo viên.
Odinga thành lập Liên đoàn cử tri nữ Kenya vào năm 1991, thúc đẩy cơ hội cho phụ nữ trong đấu trường chính trị. Bà từng là chủ tịch của Liên đoàn. Bà cũng đã hỗ trợ hàng loạt các phong trào khác, các phong trào này tập trung vào phụ nữ, trẻ em và sức khỏe ở Kenya. Odinga đã ủng hộ việc phòng chống ung thư vú và lỗ rò. Bà cũng đã cố vấn cho các nữ sinh Kenya và thuộc ban giám đốc của một tổ chức hỗ trợ người liệt chi dưới.
Bà trở thành giám đốc quản lý của East African Spectre, một công ty sản xuất xi lanh khí hóa lỏng, năm 2003, trở thành một trong những phụ nữ đầu tiên đứng đầu một tập đoàn lớn của Kenya.
Năm 2010, Standard Digital News vinh danh bà là người phụ nữ quyền lực thứ hai ở Kenya.
Trong một cuộc phỏng vấn năm 2012 với CNN International, Odinga đã kể lại cuộc đời của mình với tư cách như một người vợ của chính trị gia. Bà nói với Felicia Taylor của CNN, "Thật tốt khi là một người vợ, nhưng cũng tốt khi là một người vợ có học thức. Là một người vợ, điều này không phải là một vị trí cấp dưới - đó là một vị trí của sức mạnh."